# La Ronda (lugar)
La Ronda (oficialmente y en eonaviego A Ronda) es un lugar perteneciente a la parroquia de La Ronda, en el concejo de Boal, comarca de Eo-Navia, Principado de Asturias, España.